# Вице-президент Ирана
Вице-президент Ирана — помощник президента Ирана, по согласованию с президентом направляющий деятельность кабинета министров и других заместителей президента. В настоящее время у президента Ирана 5 вице-президентов:
- Первый вице-президент: Мохаммад-Реза Ареф[2]
- Вице-президент по связи с исполнительной властью: Мортеза Банк
- Вице-президент по правовым вопросам: Эльхам Аминзаде (первая женщина вице-президент)[3]
- Вице-президент — глава президентской администрации: Мохаммад Нехавендиан
- Вице-президент — глава Организации по охране окружающей среды: Масумех Эбтекар

## Список вице-президентов Ирана
| №  | Портрет | Вице-президент Ирана  | Срок полномочий                     | Годы жизни  |
| -- | ------- | --------------------- | ----------------------------------- | ----------- |
| 1. |         | Хасан Хабиби          | 1 сентября 1989 — 11 сентября 2001  | 1937—2013   |
| 2. |         | Мохаммад-Реза Ареф    | 11 сентября 2001 — 11 сентября 2005 | 1951 — н.в. |
| 3. |         | Парвиз Давуди         | 11 сентября 2005 — 17 июля 2009     | 1952—2024   |
| 4. |         | Эсфандияр Рахим Машаи | 17 июля 2009 — 25 июля 2009         | 1960 — н.в. |
| 5. |         | Мохаммад Реза Рахими  | 13 сентября 2009 — 3 августа 2013   | 1949 — н.в. |
| 6. |         | Эсхак Джахангири      | 5 августа 2013 — 8 августа 2021     | 1958 — н.в. |
| 7. |         | Мохаммад Мохбер       | 8 августа 2021 — 28 июля 2024       | 1955 — н.в. |
| 8. |         | Мохаммад-Реза Ареф    | с 28 июля 2024                      | 1951 — н.в. |